# Vanellus coronatus
Vanellus coronatus là một loài chim trong họ Charadriidae.